# Wolves in the Throne Room
A Wolves in the Throne Room (jelentése: „farkasok a trónteremben”) amerikai black metal/dark ambient/post-metal együttes. Tagjai: Nathan Weaver, Aaron Weaver és Kody Keyworth. Az együttes 2003-ban alakult meg a washingtoni Olympiában, fennállása alatt hat nagylemezt jelentetett meg. A 2017 augusztusában, az A38 Hajón tartott koncertjét az M2 Petőfi Én vagyok itt című műsorában is bemutatták. Az együttes a Cough és Sinister Haze zenekarokkal együtt lépett fel. A zenekar hosszú, elnyújtott időtartamú számairól híres.

## Diszkográfia
Stúdióalbumok
- Diadem of 12 Stars (2006)
- Two Hunters (2007)
- Black Cascade (2009)
- Celestial Lineage (2011)
- Celestite (2014)
- Thrice Woven (2017)